# François-Philippe de Foissac-Latour
François-Philippe de Foissac-Latour (ur. 11 lipca 1750 w Minfeld, zm. 11 lutego 1804 w Hacqueville) – francuski inżynier i dowódca wojskowy. Od 1795 roku generał dywizji. Najbardziej znany jako niefortunny dowódca obrony Mantui w 1799 roku, która pogrzebała jego karierę.

## Życiorys
Urodził się w 1750 roku. W 1768 roku rozpoczął służbę w wojsku francuskim. Jako podporucznik uczęszczał do szkoły inżynierii w Mézières, którą ukończył w 1770 roku otrzymując tytuł inżyniera. W tym samym roku awansował na kapitana. W 1780 uczestniczył w wojnie o niepodległość Stanów Zjednoczonych pod komendą generała Rochambeau. W 1783 roku powrócił do Francji. Uczestniczył w wojnach rewolucji francuskiej, którym zawdzięczał rozwój swojej kariery wojskowej. W 1793 został mianowany generałem brygady. Jednak szlacheckie pochodzenie spowodowało nieufność jakobinów. W 1793 roku został zdymisjonowany i aresztowany. 18 listopada 1793 roku został zwolniony z więzienia i przywrócony do służby, ale w niższym stopniu wojskowym, jako główny inżynier batalionu. 24 maja 1795 roku został ponownie generałem brygady, a 13 czerwca tego roku - generałem dywizji. W tym też roku zaproponowano mu stanowisko ambasadora w Szwecji, jednak Foissac odmówił, wyjaśniając, że woli dowodzić armią. 20 października 1797 roku został przydzielony do francuskiej armii we Włoszech, gdzie był odpowiedzialny za nadzorowanie i umacnianie budowanych tam twierdz.
W 1799 roku, podczas klęsk w wojnie z II koalicją, Foissac był odpowiedzialny za obronę Mantui. 
Dowodzony przez niego wielonarodowościowy garnizon, złożony z Francuzów, Włochów i Polaków, przez cztery miesiące stawiał opór armii austriackiej dowodzonej przez Pála Kraya. 25 lipca 1799 roku Foissac zadecydował o kapitulacji. 
Decyzja ta miała tragiczne skutki dla żołnierzy 2 Legii Legionów Polskich, dowodzonych przez Józefa Wielhorskiego, walczących u boku Francuzów. Zostali oni zgodnie z układem kapitulacyjnym wydani przez dowództwo francuskie w ręce austriackie, podczas gdy Francuzi i inni żołnierze sprzymierzeni, mogli swobodnie wymaszerować z twierdzy.
Po powrocie do Francji Foissac był krytykowany za zbyt pośpieszne poddanie twierdzy, która mogła bronić się nadal. Był też oskarżany przez Polaków o małoduszność i "zdradę". Decyzją pierwszego konsula Napoleona Bonaparte Foissac został 24 lipca 1800 zdegradowany i pozbawiony prawa noszenia munduru. Z woli Napoleona Foissac został wykreślony z listy generałów z datą wsteczną – datą poddania Mantui.